# (6112) Ludolfschultz
(6112) Ludolfschultz est un astéroïde de la ceinture principale.

## Description
(6112) Ludolfschultz est un astéroïde de la ceinture principale. Il fut découvert le 28 février 1981 à Siding Spring par Schelte J. Bus. Il présente une orbite caractérisée par un demi-grand axe de 3,10 UA, une excentricité de 0,26 et une inclinaison de 14,3° par rapport à l'écliptique.

## Compléments